# آن فرنسيس (مؤلفة)
آن فرنسيس (بالإنجليزية: Anne Francis)‏ (1738 - 7 نوفمبر 1800)؛ كاتِبة وشاعرة بريطانية.